# Laquelle des deux
 (mai 2014).
Laquelle des deux est une nouvelle de Théophile Gautier, sous-titrée Histoire perplexe, publiée pour la première fois en 1833 dans Le Sélam, morceaux choisis inédits de littérature contemporaine .

## Résumé
Un jeune dandy, le narrateur, tombe amoureux de deux sœurs jumelles, belles et charmantes...